# لورنسکیرک
لورنسکیرک (به انگلیسی: Laurencekirk) یک شهرک در اسکاتلند است که در آبردین‌شایر واقع شده است.